# Amazonewinterkoning
De Amazonewinterkoning (Odontorchilus cinereus) is een zangvogel uit de familie Troglodytidae (winterkoningen).

## Verspreiding en leefgebied
Deze soort komt voor in de laaglanden van amazonisch Brazilië bezuiden de Amazonerivier en oostelijk Bolivia.